# Santa Margherita (Messina)
Santa Margherita is een plaats (frazione) in de Italiaanse gemeente Messina. De plaats is gelegen aan de A18 langs de oostkust van het eiland Sicilië even ten zuidwesten van Messina.